# 10 Девы
10 Де́вы (лат. 10 Virginis) — двойная звезда в созвездии Девы на расстоянии приблизительно 244 световых лет (около 74,7 парсек) от Солнца. Возраст звезды определён как около 4,14 млрд лет.

## Характеристики
Первый компонент (HD 105639) — оранжевый гигант спектрального класса K0, или K0-1III, или K2III, или K3III. Визуальная звёздная величина звезды — +5,964m. Масса — около 1,708 солнечной, радиус — около 9,351 солнечного, светимость — около 27,979 солнечной. Эффективная температура — около 4609 K.
Второй компонент (UCAC4 460-049958). Визуальная звёздная величина звезды — +14,37m. Удалён на 48 угловых секунд.

## Планетная система
В 2019 году учёными, анализирующими данные проектов Hipparcos и Gaia, у звезды обнаружена планета HIP 59285 b.